# Puchar Świata w Rugby 1999
IV Puchar Świata w rugby odbył się w dniach 1 października – 6 listopada 1999 roku. Gospodarzem została Walia, jednak mecze rozgrywane były na osiemnastu stadionach w pięciu krajach - prócz Walii, w: Anglii, Francji, Irlandii i Szkocji. Mecz otwarcia i finał rozgrywane były na Millennium Stadium w Cardiff. 20 drużyn podzielono na pięć grup. Zespoły z pierwszych miejsc awansowały do ćwierćfinałów, zespoły z miejsc drugich oraz najlepsza drużyna z miejsca trzeciego w parach rywalizowały o uzupełnienie stawki. Rozgrywki wygrała reprezentacja Australii, która zdobyła swój drugi tytuł.

## Kwalifikacje
W turnieju ostatecznie wzięło udział 20 drużyn, przy czym cztery miały zagwarantowany udział bez konieczności rozgrywania spotkań eliminacyjnych. Były to zespoły z pierwszych trzech miejsc poprzedniego czempionatu (Afryka Południowa, Nowa Zelandia i Francja), oraz Walia jako gospodarz mistrzostw. O pozostałe 16 miejsc ubiegało się 65 ekip narodowych.
Drużyny Pucharu Świata 1999:
| - Ameryka - Argentyna - Kanada - Stany Zjednoczone - Urugwaj - Azja - Japonia - Oceania - Australia - Fidżi - Nowa Zelandia (automatyczny awans - 2. miejsce w 1995 r.) - Samoa - Tonga | - Afryka - Afryka Południowa (automatyczny awans - mistrz z 1995 r.) - Namibia - Europa - Anglia - Francja (automatyczny awans - 3. miejsce w 1995 r.) - Hiszpania - Irlandia - Rumunia - Szkocja - Walia (automatyczny awans - gospodarz) - Włochy |

## Stadiony
Chociaż Walia została oficjalnym gospodarzem turnieju, to jednak w tym kraju mecze rozgrywano tylko na trzech stadionach. Specjalnie na tę okazje wybudowano Millennium Stadium w Cardiff. Dzięki porozumieniu z pozostałymi krajami Pucharu Pięciu Narodów turniej rozgrywany był również na ich terenie.
| Stadion                  | Pojemność | Lokalizacja                | Zdjęcie |
| ------------------------ | --------- | -------------------------- | ------- |
| Stade de France          | 80 000    | Paryż, Francja             |         |
| Twickenham Stadium       | 75 000    | Londyn, Anglia             |         |
| Millennium Stadium       | 74 500    | Cardiff, Walia             |         |
| Murrayfield Stadium      | 67 500    | Edynburg, Szkocja          |         |
| Hampden Park             | 52 500    | Glasgow, Szkocja           |         |
| Lansdowne Road           | 49 250    | Dublin, Irlandia           |         |
| Stade Félix-Bollaert     | 41 800    | Lens, Francja              |         |
| Stade Chaban-Delmas      | 34 327    | Bordeaux, Francja          |         |
| Stade de Toulouse        | 27 000    | Tuluza, Francja            |         |
| Stade de la Méditerranée | 25 000    | Béziers, Francja           |         |
| McAlpine Stadium         | 24 500    | Huddersfield, Anglia       |         |
| Ashton Gate              | 21 500    | Bristol, Anglia            |         |
| Welford Road Stadium     | 16 500    | Leicester, Anglia          |         |
| Racecourse Ground        | 15 500    | Wrexham, Walia             |         |
| Thomond Park             | 13 500    | Limerick, Irlandia         |         |
| Ravenhill Stadium        | 12 500    | Belfast, Irlandia Północna |         |
| Stradey Park             | 10 800    | Llanelli, Walia            |         |
| Netherdale               | 6 000     | Galashiels, Szkocja        |         |

### Faza grupowa
Legenda do tabelek:
- W – wygrane
- R – remisy
- P – porażki
- Pkt+ – "małe" punkty zdobyte
- Pkt- – "małe" punkty stracone
- Pkt – liczba punktów

#### Grupa A
| Zespół            | W | R | P | Pkt+ | Pkt- | Pkt |
| ----------------- | - | - | - | ---- | ---- | --- |
| Afryka Południowa | 3 | 0 | 0 | 132  | 35   | 6   |
| Szkocja           | 2 | 0 | 1 | 120  | 58   | 4   |
| Urugwaj           | 1 | 0 | 2 | 42   | 97   | 2   |
| Hiszpania         | 0 | 0 | 3 | 18   | 122  | 0   |

|                   | RPA | SCO   | URU   | ESP   |
| ----------------- | --- | ----- | ----- | ----- |
| Afryka Południowa | -   | 46-29 | 39-3  | 47-3  |
| Szkocja           | -   | -     | 43-12 | 48-0  |
| Urugwaj           | -   | -     | -     | 27-15 |
| Hiszpania         | -   | -     | -     | -     |

#### Grupa B
| Zespół        | W | R | P | Pkt+ | Pkt- | Pkt |
| ------------- | - | - | - | ---- | ---- | --- |
| Nowa Zelandia | 3 | 0 | 0 | 176  | 28   | 6   |
| Anglia        | 2 | 0 | 1 | 184  | 47   | 4   |
| Tonga         | 1 | 0 | 2 | 48   | 171  | 2   |
| Włochy        | 0 | 0 | 3 | 35   | 196  | 0   |

|               | NZL | ENG   | TON    | ITA   |
| ------------- | --- | ----- | ------ | ----- |
| Nowa Zelandia | -   | 30-16 | 45-9   | 101-3 |
| Anglia        | -   | -     | 101-10 | 67-7  |
| Tonga         | -   | -     | -      | 28-25 |
| Włochy        | -   | -     | -      | -     |

#### Grupa C
| Zespół  | W | R | P | Pkt+ | Pkt- | Pkt |
| ------- | - | - | - | ---- | ---- | --- |
| Francja | 3 | 0 | 0 | 108  | 52   | 6   |
| Fidżi   | 2 | 0 | 1 | 124  | 68   | 4   |
| Kanada  | 1 | 0 | 2 | 114  | 82   | 2   |
| Namibia | 0 | 0 | 3 | 28   | 186  | 0   |

|         | FRA | FJI   | CAN   | NAM   |
| ------- | --- | ----- | ----- | ----- |
| Francja | -   | 28-19 | 33-20 | 47-13 |
| Fidżi   | -   | -     | 38-22 | 67-18 |
| Kanada  | -   | -     | -     | 72-11 |
| Namibia | -   | -     | -     | -     |

#### Grupa D
| Zespół    | W | R | P | Pkt+ | Pkt- | Pkt |
| --------- | - | - | - | ---- | ---- | --- |
| Walia     | 2 | 0 | 1 | 118  | 71   | 4   |
| Samoa     | 2 | 0 | 1 | 97   | 72   | 4   |
| Argentyna | 2 | 0 | 1 | 83   | 51   | 4   |
| Japonia   | 0 | 0 | 3 | 36   | 140  | 0   |

|           | WAL | SAM   | ARG   | JPN   |
| --------- | --- | ----- | ----- | ----- |
| Walia     | -   | 31-38 | 23-18 | 64-15 |
| Samoa     | -   | -     | 16-32 | 43-9  |
| Argentyna | -   | -     | -     | 33-12 |
| Japonia   | -   | -     | -     | -     |

#### Grupa E
| Zespół            | W | R | P | Pkt+ | Pkt- | Pkt |
| ----------------- | - | - | - | ---- | ---- | --- |
| Australia         | 3 | 0 | 0 | 135  | 31   | 6   |
| Irlandia          | 2 | 0 | 1 | 100  | 45   | 4   |
| Rumunia           | 1 | 0 | 2 | 50   | 126  | 2   |
| Stany Zjednoczone | 0 | 0 | 3 | 52   | 135  | 0   |

|                   | AUS | IRE  | RUM   | USA   |
| ----------------- | --- | ---- | ----- | ----- |
| Australia         | -   | 23-3 | 57-9  | 55-19 |
| Irlandia          | -   | -    | 44-14 | 53-8  |
| Rumunia           | -   | -    | -     | 27-25 |
| Stany Zjednoczone | -   | -    | -     | -     |

## Faza Pucharowa

### Eliminacje do ćwierćfinałów
| 20 października 1999 | Anglia                                                                                           | 45:24 | Fidżi                                                                                               | Twickenham Stadium, Londyn Widzów: 75 000 Sędzia: Clayton Thomas |
| 20 października 1999 | Jonny Wilkinson (23) Dan Luger (5) Neil Back (5) Nick Beal (5) Phil Greening (5) Matt Dawson (2) | 45:24 | Nicky Little (6) Viliame Satala (5) Meli Nakauta (5) Imanueli Tikomaimakogai (5) Waisale Serevi (3) | Twickenham Stadium, Londyn Widzów: 75 000 Sędzia: Clayton Thomas |

{{Mecz}} Nieoczekiwana grafika: "miejsce".
| 20 października 1999 | Szkocja                                                                   | 35:20 | Samoa                                                   | Murrayfield Stadium, Edynburg Widzów: 67 000 Sędzia: David McHugh |
| 20 października 1999 | Kenny Logan (17) Cameron Murray (5) Martin Leslie (5) Gregor Townsend (3) | 35:20 | Silao Leaegailesolo (10) Brian Lima (5) Semo Sititi (5) | Murrayfield Stadium, Edynburg Widzów: 67 000 Sędzia: David McHugh |

{{Mecz}} Nieoczekiwana grafika: "miejsce".
| 20 października 1999 | Irlandia             | 24:28 | Argentyna                               | Stade Félix-Bollaert, Lens Widzów: 41 320 Sędzia: Stuart Dickinson |
| 20 października 1999 | David Humphreys (24) | 24:28 | Gonzalo Quesada (23) Diego Albanese (5) | Stade Félix-Bollaert, Lens Widzów: 41 320 Sędzia: Stuart Dickinson |

{{Mecz}} Nieoczekiwana grafika: "miejsce".

### Ćwierćfinały
| 23 października 1999 | Walia            | 9:24 | Australia                                         | Millennium Stadium, Cardiff Widzów: 74 499 Sędzia: Colin Hawke |
| 23 października 1999 | Neil Jenkins (9) | 9:24 | George Gregan (10) Matthew Burke (9) Ben Tune (5) | Millennium Stadium, Cardiff Widzów: 74 499 Sędzia: Colin Hawke |

{{Mecz}} Nieoczekiwana grafika: "miejsce".
| 24 października 1999 | Południowa Afryka                                                   | 44:21 | Anglia                                | Stade de France, Paryż Widzów: 80 000 Sędzia: Jim Fleming |
| 24 października 1999 | Jannie de Beer (34) Joost van der Westhuizen (5) Pieter Rossouw (5) | 44:21 | Paul Grayson (18) Jonny Wilkinson (3) | Stade de France, Paryż Widzów: 80 000 Sędzia: Jim Fleming |

{{Mecz}} Nieoczekiwana grafika: "miejsce".
| 24 października 1999 | Nowa Zelandia                                                       | 30:18 | Szkocja                                                                   | Murrayfield Stadium, Edynburg Widzów: 67 529 Sędzia: Ed Morrison |
| 24 października 1999 | Andrew Mehrtens (10) Tana Umaga (10) Jonah Lomu (5) Jeff Wilson (5) | 30:18 | Kenny Logan (5) Cameron Murray (5) Budge Pountney (5) Gregor Townsend (3) | Murrayfield Stadium, Edynburg Widzów: 67 529 Sędzia: Ed Morrison |

{{Mecz}} Nieoczekiwana grafika: "miejsce".
| 24 października 1999 | Francja                                                                                      | 47:26 | Argentyna                                                                        | Lansdowne Road, Dublin Widzów: 50 000 Sędzia: Derek Bevan |
| 24 października 1999 | Christophe Lamaison (22) Xavier Garbajosa (10) Philippe Bernat-Salles (10) Emile Ntamack (5) | 47:26 | Gonzalo Quesada (13) Agustin Pichot (5) Lisandro Arbizu (5) Felipe Contepomi (2) | Lansdowne Road, Dublin Widzów: 50 000 Sędzia: Derek Bevan |

{{Mecz}} Nieoczekiwana grafika: "miejsce".

### Półfinały
Wyniki meczów półfinałowych:
| 30 października 1999 | Południowa Afryka   | 21:27 (pd.) | Australia                              | Twickenham Stadium, Londyn Widzów: 75 000 Sędzia: Derek Bevan |
| 30 października 1999 | Jannie de Beer (21) | 21:27 (pd.) | Matthew Burke (24) Stephen Larkham (3) | Twickenham Stadium, Londyn Widzów: 75 000 Sędzia: Derek Bevan |

{{Mecz}} Nieoczekiwana grafika: "miejsce".
| 31 października 1999 | Nowa Zelandia                                        | 31:43 | Francja                                                                                         | Twickenham Stadium, Londyn Widzów: 75 000 Sędzia: Jim Fleming |
| 31 października 1999 | Andrew Mehrtens (15) Jonah Lomu (10) Jeff Wilson (5) | 31:43 | Christophe Lamaison (28) Christophe Dominici (5) Richard Dourthe (5) Philippe Bernat-Salles (5) | Twickenham Stadium, Londyn Widzów: 75 000 Sędzia: Jim Fleming |

{{Mecz}} Nieoczekiwana grafika: "miejsce".

### Mecz o 3. miejsce
| 4 listopada 1999 | Południowa Afryka                                           | 22:18 | Nowa Zelandia        | Millennium Stadium, Cardiff Widzów: 74 500 Sędzia: Peter Marshall |
| 4 listopada 1999 | Henry Honiball (14) Percy Montgomery (6) Breyton Paulse (5) | 22:18 | Andrew Mehrtens (18) | Millennium Stadium, Cardiff Widzów: 74 500 Sędzia: Peter Marshall |

{{Mecz}} Nieoczekiwana grafika: "miejsce".

### Finał
| 6 listopada 1999 | Australia                                          | 35:12 | Francja                  | Millennium Stadium, Cardiff Widzów: 74 500 Sędzia: André Watson |
| 6 listopada 1999 | Matthew Burke (25), Ben Tune (5), Owen Finegan (5) | 35:12 | Christophe Lamaison (12) | Millennium Stadium, Cardiff Widzów: 74 500 Sędzia: André Watson |

{{Mecz}} Nieoczekiwana grafika: "miejsce".